# Unión Andina de Rugby
La Unión Andina de Rugby (UAR) es una entidad regional que nuclea a los clubes de rugby de Catamarca y La Rioja, siendo una de las 25 uniones regionales que componen a la Unión Argentina de Rugby. La UAR organiza y desarrolla competiciones en la región que permiten a sus clubes participar en torneos nacionales. 
Siendo el más ganador Los Hurones Rugby- Valle Viejo
La unión también cuenta con seleccionados que compiten en torneos regionales y nacionales, en sus distintas modalidades (masculina, femenina, seven, juvenil, etc.), logrando posicionarse entre las mejores selecciones del país en categorías juveniles y superiores en varias ocasiones.

## Historia
La Unión Andina de Rugby fue oficialmente creada del 7 de febrero del 2009 como resultado de la unión entre la Unión Riojana de Rugby y los clubes de rugby catamarqueños, habiendo comenzado sus actividades en 2008.

### Escudo
El escudo de la unión surgió de una reunión realizada entre la Unión Riojana de Rugby y todos los clubes de Catamarca. El desafío fue integrar símbolos de esta última provincia para conformar la Unión Andina de Rugby. Se buscaron cosas en común: como zonas ricas en minerales que son, se dispusieron dos montañas con 3 colores (la base color cobre, el centro representa el oro y la cima color plata). Para coronar, un cóndor por encima de las montañas, es un ave que se encuentra en numerosos lugares de la cordillera de La Rioja y Catamarca y representa el espíritu de los integrantes de esta Unión.

### Unión de Rugby de Catamarca
En 2012 se creó la Unión de Rugby de Catamarca con apoyo del gobierno provincial y con siete clubes miembros, recibido con rechazo por parte de la Unión Andina. Con la intención de fortalecer la nueva unión provincial, Los Teros Rugby Club y Catamarca Rugby Club renunciaron a la UAR a falta de una fecha para finalizar el campeonato. En 2013, la Unión Argentina de Rugby no avaló la afiliación de la URCa como nueva unión regional, permitiéndoles solamente participar de torneos regionales en calidad de invitados. En 2014, la URCa organizó un encuentro entre los Los Pumas y Grenoble en preparación para el Rugby Championship 2014, siendo esta la primera visita del seleccionado nacional a la provincia.

## Clubes miembros
La Unión Andina de Rugby (UAR), es una federación deportiva con sede en la ciudad de La Rioja, agrupa a clubes de las provincias de La Rioja y Catamarca.

### Clubes afiliados
| Club                                 | Localidad                           | Provincia | Fundación             |
| ------------------------------------ | ----------------------------------- | --------- | --------------------- |
| Catamarca Rugby Club                 | San Fernando del Valle de Catamarca | Catamarca | 24 de julio de 2002   |
| Club Riojano Amigos del Rugby (CRAR) | La Rioja                            | La Rioja  | 26 de abril de 2016   |
| Club Social Rugby                    | La Rioja                            | La Rioja  | 17 de mayo de 1906    |
| Los Chelcos Rugby Club               | La Rioja                            | La Rioja  |                       |
| Los Hurones Rugby Club               | Valle Viejo                         | Catamarca | 18 de junio de 1989   |
| Los Matacos Rugby Club               | Chamical                            | La Rioja  | 25 de agosto de 2000  |
| Los Teros Rugby Club                 | San Fernando del Valle de Catamarca | Catamarca | 13 de octubre de 1975 |
| El Nevado Rugby Club                 | Chilecito                           | La Rioja  |                       |
| El Olivo Rugby Club                  | Aimogasta                           | La Rioja  | 31 de julio de 2008   |

### Clubes invitados
| Club                    | Localidad                           | Provincia | Fundación           |
| ----------------------- | ----------------------------------- | --------- | ------------------- |
| Belén Rugby Club        | Belén                               | Catamarca |                     |
| Inca Rugby Club         | Tinogasta                           | Catamarca |                     |
| Los Awkas               | Miraflores                          | Catamarca |                     |
| Los Naranjos Rugby Club | La Rioja                            | La Rioja  | 11 de abril de 2013 |
| Magia Athletic Club     | Valle Viejo                         | Catamarca |                     |
| Montoneros Rugby Club   | Olta                                | La Rioja  |                     |
| Uturuncos Rugby         | San Fernando del Valle de Catamarca | Catamarca | 2019                |

## Torneos
Los equipos masculinos de la UAR participan en el Torneo Regional Centro-Andina Súper 8, divisiones "A" y "B", en competencia con la Unión Cordobesa de Rugby.
La unión organiza también el Torneo Oficial de Rugby Femenino de la Unión Andina, en la modalidad rugby 7, en las categorías mayores y juveniles.

## Selección
La Unión Andina de Rugby cuenta con un seleccionado que la representa en torneos regionales y nacionales organizados por la Unión Argentina de Rugby en sus distintas modalidades, destacándose en su rama femenina. Los seleccionados se identifican con camisetas que representan, a través de sus colores, a las dos provincias que componen a la unión: el color verde oliva, tuvo su origen en el cultivo tradicional de la zona.
Entre sus principales logros, en 2018 consiguió la Copa de Plata del torneo Select 12, tanto en Mayores como en Juveniles. Y en 2019, también en juveniles se adjudicó dicho certamen. En 2011 consiguió el Súper 9, tercera categoría del Campeonato Argentino de Rugby.
La selección andina también ha tenido un papel destacado en la rama femenina del Seven de la República, considerado el torneo de rugby 7 más importante de la Argentina. Desde la creación del torneo femenino en 2016, la Unión Andina de Rugby ha participado ininterrumpidamente desde 2017, adjudicándose un Copa de Plata y una Copa de Bronce, además de haber ganado una Zona Estímulo y haber alcanzado una semifinal. En 2021 la Unión Andina fue invitada al primer Cuadrangular de Rugby Femenino de XV ante la baja de Buenos Aires y por ser una de las uniones regionales con más jugadoras fichadas.

### Palmarés
- Súper 9 (1): 2011
- Select 12 (1): 2019
- Torneo Regional Oeste Femenino (1): 2019
- Torneo Regional Oeste Femenino Juvenil (2): 2019, 2021

### Otros logros
- Seven de la República Femenino
  - Copa de Plata (1): 2021
- Seven de la República Femenino Juvenil
  - Copa de Bronce (1): 2021
- Select 12
  - Copa de Plata (1): 2018
- Select 12 Juvenil
  - Copa de Plata (1): 2018